# Съезд азербайджанцев мира
Съезд азербайджанцев мира (азерб. Dünya Azərbaycanlılarının Qurultayı) — это мероприятие высокого уровня для дальнейшего укрепления связей с азербайджанцами, проживающими за рубежом, для обеспечения единства и солидарности среди азербайджанцев мира, а также для укрепления и координации деятельности азербайджанских общин, сообществ и ассоциаций.

## История
Первая инициатива созвать съезд азербайджанцев мира была в 1992 году. Было решено созвать Съезд азербайджанцев мира в Баку в соответствии с Указом Президента Азербайджанской Республики № 255 от 24 декабря 1992 года «Созыв Всемирного съезда азербайджанцев».
По распоряжению Президента Азербайджанской Республики Абульфаза Эльчибея был создан Оргкомитет проведения съезда азербайджанцев мира. Но съезд к сожалению не состоялся.

## Первый съезд
В 2001 году в столице Азербайджана, в Баку состоялся 1-й Съезд азербайджанцев мира. Этот съезд стал значимым шагом в интеграции азербайджанцев, проживающих за границей вокруг единой цели, идеологии «азербайджанства», который заложил основу для нового этапа — этапа строительства и организации в истории диаспорового движения.
В работе съезда помимо жителей республики приняли участие также 540 соотечественников из 36 стран мира. Следует отметить, что это были не только этнические азербайджанцы, но и делегаты многих других национальностей многонационального Азербайджана, представляющих наиболее активную часть иностранных азербайджанской диаспоры.
Принимая во внимание предложения участников съезда, чтобы обеспечить реализацию государственной политики в области диаспоры, был создан Государственный комитет по работе с Азербайджанцами, проживающими за границей. Целью съезда было формирование и усиление диаспоры Азербайджана, а также тесное сплочение соотечественников вокруг единой цели — основание сильного азербайджанского государства.
На съезде были определены члены Координационного совета азербайджанцев мира, и Гейдар Алиев был избран Председателем Совета.

## Второй съезд
Проводимый 16 марта 2006-го года II Съезд азербайджанцев мира стал очередным шагом в процессе формирования диаспоры. В съезде приняли участие 600 делегатов из 50 стран мира, а также 350 гостей. Самая большая делегация, состоящая из 170 людей, прибыли из России.
Документы, которые были принятые съездом это — Постановление II Съезда азербайджанцев всего мира, обращение съезда к Президенту Азербайджанской Республики и азербайджанцам всего мира, обращение съезда в связи с армяно-азербайджанским, Нагорно-Карабахским конфликтом к мировой общественности, международным организациям, парламентам, главам государств и правительств зарубежных стран, в Организацию Объединённых Наций по вопросам образования, науки и культуры (ЮНЕСКО), призывом к азербайджанским и турецким диаспорам, — являются специальной программой действий азербайджанцев, проживающих за рубежом, на период после проведения съезда.
Президент Азербайджанской Республики Ильхам Алиев был избран на этом съезде председателем Координационного совета азербайджанцев мира.

## Третий съезд
III Съезд азербайджанцев всего мира состоялся 5 июля 2011-го года в городе Баку, в соответствии с указом Президента Азербайджанской Республики Ильхама Алиева от 21 января 2011 года «О 20-й годовщине восстановления государственной независимости Республики Азербайджан».
В третьем съезде приняли участие 1272 представителя. В мероприятии участвовали делегаты из 42 стран мира, а также и гости. Больше всего были делегаты из России — 155. Из Турции — 101, Украины — 49, Германии — 43, Грузии — 41, США — 25, Швеции — 23, Нидерландов — 21, Израиля — 17, Узбекистана −13, Франции −12, Великобритании — 11, Канады — 10.
Повестка съезда включала в себя обсуждение доклада за период после предыдущего съезда 2006 года. В конце III съезда азербайджанцев мира был принят ряд решений.
В числе участников 3-го съезда азербайджанцев мира также были евреи, русские, украинцы, болгары, турки-месхетинцы и представители других народов, которые жили в Азербайджане и выехали на постоянное жительство в зарубежные страны.
Президент Азербайджана Ильхам Алиев вновь был избран председателем Координационного совета азербайджанцев мира.

## Четвертый съезд
3 июня 2016 года в Центре Гейдара Алиева, в Баку состоялась официальная церемония открытия IV Всемирного съезда азербайджанцев мира. В IV съезде азербайджанцев мира приняли участие более 500 представителей диаспоры и гостей из 49 стран.
В работе съезда, наряду с гостями, приглашенными из-за рубежа, приняли участие также делегация из 360 человек, среди которых делегаты различных государственных и правительственных, неправительственных организаций, научных, образовательных, культурных и других творческих структур, политических партий Азербайджана.
В четвертом съезде азербайджанцев мира состоявшегося в Баку была принята резолюция. В резолюции говорится, что на основе консультаций с соответствующими государственными структурами Азербайджана планируется создать специальный центр с отдельным бюджетом, который будет собирать всю информацию, документы, информационные ресурсы, научные исследования, публикации и фильмы в связи с историей, последствиями и процессом урегулирования нагорно-карабахского конфликта.
Делегаты съезда в очередной раз единогласно избрали президента Ильхама Алиева председателем Координационного совета азербайджанцев мира.
Координационный совет был одобрен на съезде 109 членами.

## Пятый съезд
22-23 апреля 2022 года в Шуше с участием около 400 представителей диаспоры из 65 стран состоялся V съезд азербайджанцев всего мира. Обсуждались такие темы, как "задачи диаспоры в послевоенный период", а также "вклад диаспоры в восстановление и реконструкцию Карабаха". По итогам съезда была принята резолюция, а также был утвержден новый состав Координационного совета азербайджанцев мира.